# Гервил
Гервил (њем. Görwihl) општина је у њемачкој савезној држави Баден-Виртемберг. Једно је од 32 општинска средишта округа Валдсхут. Према процјени из 2010. у општини је живјело 4.398 становника. Посједује регионалну шифру (AGS) 8337038.

## Географски и демографски подаци
Гервил се налази у савезној држави Баден-Виртемберг у округу Валдсхут. Општина се налази на надморској висини од 612 метара. Површина општине износи 50,4 km². У самом мјесту је, према процјени из 2010. године, живјело 4.398 становника. Просјечна густина становништва износи 87 становника/km².